# Gale Robbins
Gale Robbins, nata Betty Gale Robbins (Chicago, 7 maggio 1921 – Los Angeles, 18 febbraio 1980), è stata un'attrice e cantante statunitense.

## Biografia
Diplomatasi alla Lucy Flower High School, Gale Robbins frequentò la Vera Jones Modeling School e posò per molte copertine di riviste e pubblicità. Nel 1938 vinse un concorso di bellezza a Chicago e successivamente si esibì come cantante in uno spettacolo teatrale all'Hotel Sherman's College Inn. Cantò con le jazz band di Phil Levant nel 1940 e di Jan Gerber nel 1941. Dal giugno 1942 si esibì nel programma radiofonico The Ben Bernie War Workers' Program, trasmesso sulla radio CBS.
Alla fine del 1942 firmò un contratto con la 20th Century Fox e fece il suo debutto cinematografico nel dramma Nel frattempo, cara di Otto Preminger (1944). Apparve in diversi film, come il noir Labbra avvelenate (1948) e la commedia La cara segretaria (1948). Ebbe occasione di esibirsi in numeri di canto in due film musicali, I Barkleys di Broadway (1949), in cui interpretò Shirlene May, la potenziale controfigura del personaggio interpretato da Ginger Rogers, e Tre piccole parole (1950), biografia dei compositori Bert Kalmar e Harry Ruby, interpretati da Fred Astaire e Red Skelton. Nel 1952 recitò nell'avventura in costume Salvate il re e l'anno successivo interpretò il ruolo di Adelaid Adams nel musical western Non sparare, baciami!, accanto a Doris Day nel ruolo di Calamity Jane.
La Robbins proseguì l'attività di cantante e si esibì in diverse riviste musicali teatrali, fra cui A La Carte all'El Capitan Theater di Hollywood, nel 1949. All'inizio degli anni cinquanta passò anche al piccolo schermo, diventando una presenza fissa del gioco televisivo Pantomime Quiz. Apparve come ospite al The Bob Cummings Show (1955-1958), e recitò in varie serie televisive come Gli intoccabili, Perry Mason, Indirizzo permanente, Gunsmoke, e nella serie antologica Damon Runyon Theater. Tra le sue ultime interpretazioni cinematografiche, da ricordare quelle nel dramma L'altalena di velluto rosso (1955) e nei western Quantrill il ribelle (1958) e Pistole calde a Tucson (1958).

### Vita privata
Nel 1943 la Robbins sposò il suo compagno di liceo Robert Olson. La coppia ebbe due figlie, Victoria e Cynthia, e rimase unita fino alla morte di Olson nel 1967 per un incidente sul lavoro. L'attrice morì di cancro ai polmoni il 18 febbraio 1980, all'età di 58 anni.

## Filmografia parziale

### Cinema
- Nel frattempo, cara (In the Meantime, Darling), regia di Otto Preminger (1944)
- My Girl Tisa, regia di Elliott Nugent (1948)
- Labbra avvelenate (Race Street), regia di Edwin L. Marin (1948)
- La cara segretaria (My Dear Secretary), regia di Charles Martin (1948)
- I Barkleys di Broadway (The Barkleys of Broadway), regia di Charles Walters (1949)
- Dora, bambola bionda (Oh, You Beautiful Doll), regia di John M. Stahl (1949)
- Tre piccole parole (Three Little Words), regia di Richard Thorpe (1950)
- Accidenti che ragazza! (The Fuller Brush Girl), regia di Lloyd Bacon (1950)
- Tra mezzanotte e l'alba (Between Midnight and Dawn), regia di Gordon Douglas (1950)
- Matrimonio all'alba (Strictly Dishonorable), regia di Melvin Frank e Norman Panama (1951)
- La bella di New York (The Belle of New York), regia di Charles Walters (1952)
- Salvate il re (The Brigand), regia di Phil Karlson (1952)
- Non sparare, baciami! (Calamity Jane), regia di David Butler (1953)
- Detective G. sezione criminale (Double Jeopardy), regia di R.G. Springsteen (1955)
- L'altalena di velluto rosso (The Girl in the Red Velvet Swing), regia di Richard Fleischer (1955)
- Quantrill il ribelle (Quantrill's Raiders), regia di Edward Bernds (1958)
- Pistole calde a Tucson (Gunsmoke in Tucson), regia di Thomas Carr (1958)

### Televisione
- Climax! – serie TV, episodio 1x13 (1955)
- Damon Runyon Theater – serie TV, episodi 1x07-2x02 (1955)
- La mia piccola Margie (My Little Margie) – serie TV, episodio 4x35 (1955)
- The Ford Television Theatre – serie TV, 3 episodi (1954-1955)
- The Bob Cummings Show – serie TV, 3 episodi (1955-1958)
- Celebrity Playhouse – serie TV, episodi 1x16-1x38 (1956)
- Philip Marlowe – serie TV, episodio 1x17 (1960)
- Indirizzo permanente (77 Sunset Strip) – serie TV, episodio 2x36 (1960)
- Gli intoccabili (The Untouchables) – serie TV, episodio 2x20 (1961)
- Perry Mason – serie TV, episodio 8x15 (1965)
- Gunsmoke – serie TV, episodio 12x14 (1966)

## Doppiatrici italiane
- Giovanna Galletti in La cara segretaria
- Giuliana Maroni in Tre piccole parole
- Dhia Cristiani in Accidenti, che ragazza!
- Tina Lattanzi in Salvate il re
- Clelia Bernacchi in Non sparare, baciami!
- Micaela Giustiniani in L'altalena di velluto rosso